# Хростова (Лодзинське воєводство)
Хростова (пол. Chrostowa) — село в Польщі, у гміні Ґідле Радомщанського повіту Лодзинського воєводства.
Населення — 22 особи (2011).
У 1975-1998 роках село належало до Ченстоховського воєводства.

## Демографія
Демографічна структура станом на 31 березня 2011 року:
|          | Загалом | Допрацездатний вік | Працездатний вік | Постпрацездатний вік |
| -------- | ------- | ------------------ | ---------------- | -------------------- |
| Чоловіки | 12      | 1                  | 9                | 2                    |
| Жінки    | 10      | 0                  | 4                | 6                    |
| Разом    | 22      | 1                  | 13               | 8                    |